# Чейн-О'Лейкс (Вісконсин)
Чейн-О'Лейкс (англ. Chain O' Lakes) — переписна місцевість (CDP) в США, в окрузі Вопака штату Вісконсин. Населення — 1124 особи (2020).

## Географія
Чейн-О'Лейкс розташований за координатами 44°19′57″ пн. ш. 89°9′54″ зх. д. / 44.33250° пн. ш. 89.16500° зх. д. (44.332582, -89.165056).  За даними Бюро перепису населення США в 2010 році переписна місцевість мала площу 11,90 км², з яких 8,82 км² — суходіл та 3,07 км² — водойми.

## Демографія
Згідно з переписом 2010 року, у переписній місцевості мешкала 981 особа в 470 домогосподарствах у складі 318 родин. Густота населення становила 82 особи/км².  Було 1033 помешкання (87/км²).
Расовий склад населення:
| - 98,8 % — білих - 0,6 % — корінних американців - 0,2 % — азіатів |

До двох чи більше рас належало 0,4 %. Частка іспаномовних становила 0,1 % від усіх жителів.
За віковим діапазоном населення розподілялося таким чином: 13,4 % — особи молодші 18 років, 54,5 % — особи у віці 18—64 років, 32,1 % — особи у віці 65 років та старші. Медіана віку мешканця становила 56,4 року. На 100 осіб жіночої статі у переписній місцевості припадало 100,2 чоловіків;  на 100 жінок у віці від 18 років та старших — 101,9 чоловіків також старших 18 років.
Середній дохід на одне домашнє господарство  становив 108 642 долари США (медіана — 61 898), а середній дохід на одну сім'ю — 143 842 долари (медіана — 77 102). За межею бідності перебувало 4,7 % осіб, у тому числі 11,4 % дітей у віці до 18 років та 0,0 % осіб у віці 65 років та старших.
Цивільне працевлаштоване населення становило 423 особи. Основні галузі зайнятості: освіта, охорона здоров'я та соціальна допомога — 20,1 %, виробництво — 19,9 %, науковці, спеціалісти, менеджери — 12,1 %, роздрібна торгівля — 8,3 %.